# Melanagromyza elongata
Melanagromyza elongata este o specie de muște din genul Melanagromyza, familia Agromyzidae, descrisă de Spencer în anul 1959.
Este endemică în Zimbabwe. Conform Catalogue of Life specia Melanagromyza elongata nu are subspecii cunoscute.